# Хуохинг
Хуохинг (на немски: Huoching; * 675, † 744) е алемански принц от Швабия.

## Живот
Според излязлата през 9 век „Vita Hiudowici“ от Теган, той е син на Готфрид (650 – 709), алемански херцог в Швабия до 709 г. от фамилията Агилолфинги. Майка му е дъщеря на Теодо II, херцог на Бавария, и на Фолхайд. Той е по-малък брат на Одило (* 700; † 8 януари 748), херцог на Бавария.
Хуохинг играе през 724 г. важна роля при основаването на манастирите в Райхенау и Санкт Гален.
Той е баща на Хнаби или Неби (* 710/715; † 785/788), алемански херцог и основател на династията Ахалолфинги. Хуохинг е прадядо на Хилдегард, която през 771 г. се омъжва за Карл Велики.